# Camping family : notre vie au camping
 (août 2025).
 (juillet 2025).
Motif : manque de références qualitatives, TI.
- Archive Wikiwix
- Bing
- Cairn
- DuckDuckGo
- E. Universalis
- Gallica
- Google
- G. Books
- G. News
- G. Scholar
- Persée
- Qwant
- (zh) Baidu
- (ru) Yandex
- (wd) trouver des œuvres sur Wikidata

| 1. | Préciser le motif de la pose du bandeau. | Précisez le motif de la pose du bandeau en utilisant la syntaxe suivante : {{admissibilité à vérifier\|date=août 2025\|motif=remplacez ce texte par le motif}}                                             |
| 2. | Informer les utilisateurs concernés.     | Pensez à avertir le créateur de l'article, par exemple, en insérant le code ci-dessous sur sa page de discussion : {{subst:avertissement admissibilité à vérifier\|Camping family : notre vie au camping}} |

Camping family : notre vie au camping est une émission de docu-réalité française diffusée du 8 août 2022 au 26 août 2022 sur TF1.
Elle était diffusée du lundi au vendredi à 17 h 30. Également, Elle était rediffusée sur TFX.
L'émission est disponible en intégralité sur Prime Video.

## Concept
Plongez au cœur de 5 campings, situés dans diverses régions très touristiques Vous allez découvrir que pour ces familles l’été n’est pas synonyme de farniente. Comment peut-on concilier la vie de famille et la gestion des vacanciers qui attendent l’été 2022 avec impatience ? La dernière génération reprendra t-elle le camping familial pour perpétuer la tradition ? Pour ces familles, la vie au camping n’a rien d’un long fleuve tranquille...

## Distribution
5 familles ont participées à l'émission.
| Famille            | Slogan                  | Gérant             | Membres de la famille qui s'occupe du camping                                                                                                   | Localisation camping         | Réf   |
| ------------------ | ----------------------- | ------------------ | --- | ---------------------------- | ----- |
| Les Coubet         | « Camping savane »      | Jean-Pierre        | Alison, Jade et Angélique (fille de Jean-Pierre)                                                                                                | Hérault (34)                 | [ 4 ] |
| Les Veron          | « Camping 4 étoiles »   | Sylvie et Mick     | Tristan, Roméo et Malcolme (fils de Sylvie et Nick), Léa (Copine de Tristan), Pauline (Copine de Roméo), Guilaine et Gérard (parents de Sylvie) | Loire Atlantique (44)        | [ 5 ] |
| Les Llinares       | « Camping 1ère saison » | Paloma et Jonathan | Simone et Ruan (grands-parents de Paloma), Sylvia (mère de Paloma), Jérôme (beau-père de Paloma) et Enzo (demi-frère de Paloma)                 | Alpes-de-Haute-Provence (04) | [ 6 ] |
| Les Pietro Bagarry | Camping nature          | Alix et Marc       | Ange, Lou, Paco et Andrès (enfants d'Alix et Marc)                                                                                              | Var (83)                     | [ 7 ] |
| Les Michel         | « Camping show XXL »    | Sylvie et Lionel   | Hugo et Jade (enfants de Sylvie et Lionel), Valentin (copain de Jade)                                                                           | Pyrénées-Orientales (66)     | [ 8 ] |

## Diffusion
L'émission débute le 8 août 2022 et s'achève le 26 août 2022,. Diffusée du lundi au vendredi, de 17 h 30 à 18 h 30  sur TF1,, case du programme occupée d'habitude par les émissions Familles nombreuses : la vie en XXL et Les Plus Belles Vacances.
Elle est composée de 21 épisodes de 25 minutes environ.

## Audiences
Le jour du lancement, le 8 août 2022, 988 000 téléspectateurs ont visionnés le programme avec 11,4 % de part d'audience.
L'émission réalise ses meilleurs scores d'audiences le 16 août 2022, avec 1 300 000 de téléspectateurs et 25 % auprès des FRDA-50 ans. Le 18 août 2022, avec 1 100 000 de téléspectateurs et 20 % auprès des FRDA-50 ans. Le 24 août 2022, avec 1 400 000 million de téléspectateurs et 20 % auprès des FRDA-50 ans.
Source : Nouveautés Télé.